# Biscogniauxia doidgeae
Biscogniauxia doidgeae är en svampart som först beskrevs av J.H. Mill., och fick sitt nu gällande namn av Whalley & Læssøe 1990. Biscogniauxia doidgeae ingår i släktet Biscogniauxia och familjen kolkärnsvampar.   Inga underarter finns listade i Catalogue of Life.